# Botanophila pinguilamella
Botanophila pinguilamella este o specie de muște din genul Botanophila, familia Anthomyiidae, descrisă de Fan în anul 1993.
Este endemică în Yunnan. Conform Catalogue of Life specia Botanophila pinguilamella nu are subspecii cunoscute.